# Theodora van Rossum
Theodora van Rossum (* 5. Juni 1923 in Essen; † 15. Februar 2019 in München) war eine deutsche Diplomatin.

## Leben
Die promovierte Theodora van Rossum war von 1983, als Nachfolgerin von Karl Wand, bis 1988 in Lilongwe (Malawi) als deutsche Botschafterin akkreditiert. Ihr folgte Wilfried Rupprecht als Botschafter. Sie war elf Jahre in Afrika im diplomatischen Dienst, weitere Einsatzorte waren die Elfenbeinküste und Guinea.
Sie war eine Unterzeichnerin des Bonner Aufrufs, der für „eine andere Entwicklungspolitik“ steht.